# Damana Pickass
Damana Adia Pickass, de son vrai nom Damana Adia Médard, né à Abidjan dans la commune de Port-Bouët en 1972 ou 1971, est un ancien haut responsable ivoirien du Front populaire ivoirien (FPI). Il est secrétaire général du Parti des peuples africains – Côte d'Ivoire d'octobre 2021 à octobre 2023.

## Jeunesse et formation
Damana Pickass est né dans une famille originaire de Bohico, un village près de Fresco, Il a suivi sa scolarité primaire à Bonoua, où son père était agent des Eaux et Forêts. Après le collège, il part au lycée classique d'Abidjan.
Dans cet établissement, Damana Pickass devient membre de la Fédération estudiantine et scolaire de Côte d'Ivoire (FESCI) dans les années 90. À l'université Félix-Houphouët-Boigny, il devient le deuxième secrétaire général adjoint du Bureau exécutif national (BEN) de la FESCI, de 1995 à 1998 quand Guillaume Soro en était le secrétaire général.
Certains le voyaient succéder à Guillaume Soro, mais il rejoint ensuite la Jeunesse du Front populaire ivoirien (JFPI), puis part pour la France pour ses études après que Laurent Gbagbo a été élu président de la République de Côte d'Ivoire en octobre 2000. Pickass obtient un diplôme d'études approfondies (DEA) en droit public, option relations internationales, de l'université de Reims (France) et un DESS en décentralisation. Il rentre en Côte d'Ivoire en 2005.

## Responsabilités sous le gouvernement de transition
Administrateur civil à partir de 2006, Damana Pickass occupe les fonctions de chef de cabinet et assistant du directeur général de la Décentralisation et du Développement local de 2007 à 2011,. Le 30 novembre 2010, alors qu'il est commissaire central de la Commission électorale indépendante, il se rend célèbre en empêchant physiquement la proclamation de résultats partiels de l'élection présidentielle de 2010, arrachant des mains la feuille du porte-parole de la Commission électorale indépendante et la déchirant en direct devant les caméras,,.

## Cadre du FPI en exil
En avril 2011, Damana Pickass fuit au Ghana, déguisé pour éviter de se faire arrêter par le nouveau pouvoir. Il reste en exil dix ans. Il y continue la lutte en tant que vice-président de la Coordination du FPI en exil qui regroupe tous les principaux responsables pro-Gbagbo en exil,. Pour la première fois, il se voit nommé dans les instances dirigeantes du parti avec le poste de vice-président chargé de la politique de la jeunesse et du service civique en 2015 au congrès de Mama (il sera reconduit en 2018 au congrès de Moossou).
En septembre 2017, le gouvernement ivoirien accuse publiquement les exilés – dont Damana Pickass – d’être derrière les attaques qui avaient visé, en juillet de la même année, des postes de gendarmerie et de police, sans toutefois produire de preuves.
Les négociations entre le Haut commissariat des Nations unies pour les réfugiés (HCR), les autorités ghanéennes et le gouvernement ivoirien aboutissent à un accord consistant notamment en une ordonnance d'amnistie (signée le 6 août 2018) et un retour facilité des exilés. Damana Pickass est concerné par cette amnistie, ce qui ne l'empêche pas d'être arrêté 24 heures, le 25 mars 2019, par la police ghanéenne sur la base d'un mandat d'arrêt international lancé auparavant par la Côte d'Ivoire. 
Il ne rentre finalement que le 30 avril 2021, un mois après l'acquittement de Laurent Gbagbo, pour préparer le retour historique de ce dernier en Côte d'Ivoire. 

## Retour d'exil
En octobre 2021, Pickass est nommé secrétaire général du Parti des peuples africains – Côte d'Ivoire. Il a pour mission principale, l’implantation du Parti sur tout le territoire national et la mobilisation des adhérents.
Fin février 2023, Pickass est convoqué par la justice ivoirienne et placé sous contrôle judiciaire. Il est accusé d'être impliqué dans l'attaque d'un camp militaire en avril 2021. Des militants du PPA-CI participent à une manifestation de soutien à Damana Pickass en février. 26 d'entre eux sont rapidement jugés et condamnés à 2 ans de prison ferme pour « troubles à l'ordre public »,,.
En octobre 2023, Damana Pickass est remplacé au poste de secrétaire exécutif du PPA-CI par Jean-Gervais Tchéidé. Pickass est nommé deuxième vice-président du conseil stratégique et politique chargé de la mobilisation de la jeunesse et de la fête de la renaissance.
En février 2025, le parquet du tribunal d’Abidjan requiert contre Damana Pickass, vingt ans de prison dans l'affaire de l'attaque d'un camp militaire. Le 12 février 2025, le tribunal criminel d'Abidjan le condamne à 10 ans de prison et une interdiction de séjour sur le territoire ivoirien de 5 ans. Il est notamment reconnu coupable d'« atteinte à la sûreté de l'État ».

## Vie privée
Damana Pickass depuis son retour en Côte d'Ivoire vit à Abidjan. Il est père de cinq enfants.